# Otto König (Gewerkschafter)
Otto König (* 6. September 1945 in Großenhain; † 31. März 2023) war ein deutscher Gewerkschaftsfunktionär. Er war von 1980 bis 2010 Erster Bevollmächtigter der IG Metall Geschäftsstelle Gevelsberg-Hattingen und Mitglied im Vorstand der Industrie-Gewerkschaft.

## Leben
König war der Sohn eines Polizeibeamten, der wegen seiner Mitgliedschaft in der KPD seine Anstellung verlor. Er absolvierte bei Standard Elektrik Lorenz (SEL) in Mannheim seine Ausbildung als Fernmeldemonteur und trat während dieser Zeit der Industriegewerkschaft Metall bei. 1970 wurde er Betriebsratsvorsitzender bei Telefonbau u. Normalzeit in Neustadt/Wstr. 1971 zog er von der Pfalz ins Ruhrgebiet um und arbeitete in Sprockhövel hauptamtlich im IG Metall Bildungszentrum. Dort bildete er bis 1980 als pädagogischer Mitarbeiter Jugendvertreter, Betriebsräte und Vertrauensleute aus, 1980 wurde er Erster Bevollmächtigter der IG Metall Hattingen.
Diese Position, die in dieser Zeit von langwierigen Arbeitskämpfen geprägt war, in deren Verlauf allein Hattingen in der Metallindustrie mehr als 10.000 Beschäftigte einbüßte, die Arbeitslosigkeit auf 20 % anzusteigen drohte, füllte er auch von 2000 bis 2010 in der zusammengelegten Geschäftsstelle Gevelsberg-Hattingen aus. Als in Hattingen die Maschinenfabrik Mönninghoff geschlossen werden sollte, versuchte er mit den betrieblichen Funktionären der IG Metall die dortigen 791 Arbeitsplätze zu sichern, wozu mit externen Beratern der IPM-Gruppe um den ehemaligen EvoBus-Geschäftsführer Wolfgang Diez das „Hattinger Modell“ entwickelt wurde. Mit Adi Ostertag und Hartmut Schulz veröffentlichte er dazu 1985: „Unser Beispiel könnte ja Schule machen!“. Das „Hattinger Modell“.
Im Mai 1983 war zum ersten Mal der Fortbestand von Mönninghoff gesichert worden, seit Januar 1984 wurde ohne Lohn weitergearbeitet, der Betrieb vom 31. Januar bis zum 1. März besetzt. Nachdem die Banken ihre Entscheidung hinausgeschoben hatten, sollte bei Mönninghoff zunächst bis Februar 1984 weiterproduziert werden. Es folgte eine Landesbürgschaft in Höhe von 21 Millionen Mark. Als die Banken Kreditraten verweigerten, und der Betrieb besetzt wurde, hoffte König bei fortlaufender, unbezahlter Produktion, dass man „die BfG als Gewerkschaftsbank“ dazu bringen könne, die anstehenden Löhne vorzufinanzieren, doch am 21. Februar wurde das Konkursverfahren eröffnet. König kündigte ein Gespräch „im kleinen Kreis“ an, um zu erreichen, dass die Stadt Hattingen Grundstücke und Gebäude aufkaufte, um sie in die Auffanggesellschaft einzubringen. Tatsächlich brachte sie 2 Millionen Mark ein. Letztlich scheiterte der Rettungsversuch jedoch an der Dresdner Bank. Der monatelange Einsatz für Mönninghoff wurde als Grund für Königs Wiederwahl zum 1. Bevollmächtigten der IG Metall genannt, der 112 von 131 Stimmen erhielt.
Von Herbst 1986 bis Ende 1987 war König in den Kampf um den Erhalt der Henrichshütte in Hattingen involviert. Erstmals in der Nachkriegsgeschichte sollte es in der Stahlindustrie zu Massenentlassungen kommen. Über zwölf Monate kämpften die Stahlarbeiter orientiert durch ihre IG Metall und unterstützt durch das Bürgerkomitee Hattingen muss leben und eine Frauen- und Jugendinitiative zuerst um den Erhalt der 4.700 Arbeitsplätze und später für die Schaffung von Ersatzarbeitsplätzen. Die Hüttenarbeiter setzten mit ihren Demonstrationen, Kundgebungen, Mahnwachen, Autokorsos, Menschenketten und einem Dorf des Widerstandes den Thyssen-Konzern und Politiker im Land Nordrhein-Westfalen und im Bund unter Druck. Nach dem Stilllegungsbeschluss durch den Aufsichtsrat der Thyssen AG enthüllten die Stahlarbeiter den Grundstein für die Schaffung einer Beschäftigungsgesellschaft. Aus diesem Modell entwickelte sich die heutige Form der Transfergesellschaften. Durch den Widerstand der Stahlarbeiter und einer ganzen Stadt konnte die Entlassung von 2.900 Menschen verhindert werden.
In den 1990er Jahren nahm König mit den Betriebsräten und unterstützt von Hartmut Schulz, Bernd Lauenroth und Alfons Eilers den Kampf um die Sicherung der Bergbauzulieferer-Betriebe wie die Muckenhaupt GmbH in Hattingen sowie Hausherr & Söhne, Hauhinco GmbH, Turmag GmbH und G. Düsterloh GmbH in Sprockhövel auf, ebenso wie um den Rolltreppenhersteller KONE in Hattingen (2005), den Textil-Etiketten-Produzenten Avery Dennison in Sprockhövel (2009) und O&K Antriebstechnik in Hattingen (2009). Bei der Antriebstechnik konnten die Arbeitsplätze gerettet werden.
König war Mitglied im Beirat der IG Metall, ehrenamtliches Mitglied im 36-köpfigen Vorstand der IG-Metall und Mitglied im DGB-Bundesausschuss. Bei der Firma Dorma in Ennepetal war er stellvertretender Vorsitzender des Aufsichtsrates.
Nach seinem Ausscheiden im September 2010 wurde Clarissa Bader in die Funktion der Ersten Bevollmächtigten der IG Metall Geschäftsstelle Gevelsberg-Hattingen gewählt. König war Mitherausgeber der Monatszeitschrift Sozialismus und schrieb regelmäßig Beiträge für das Forum Gewerkschaften. Er war als Publizist tätig. Am 31. März 2023 verstarb er im Alter von 77 Jahren.

## Veröffentlichungen (Auswahl)
- Mit Dieter Knauß, Gerhard Wick: Debatten und Anstöße „jenseits von Gremien“ in: Mosaiklinke Zukunftspfade, Gewerkschaft–Politik–Wissenschaft, Westfälisches Dampfboot, Münster 2021. ISBN 978-3-89691-064-6
- Mit Richard Detje „Lateinamerika: Soziale und gesundheitliche Zeitbombe“, von der Corona- in die Wirtschaftskrise, in: Dieter F. Bertz (Hrsg.): „Die Welt nach Corona“, Berlin 2021. ISBN 978-3-86505-763-1
- Band der Solidarität. Widerstand, Alternative Konzepte, Perspektiven; die IG Metall Verwaltungsstelle Gevelsberg-Hattingen 1945–2010, VSA Verlag, 2012. ISBN 978-3-89965-541-4
- Mitbestimmung braucht Beratung, Stand und Perspektiven Arbeitsorientierter Beratung, Graewis Verlag, Berlin 2013, ISBN 978-3-9815769-0-0
- Mit Richard Detje: »Betroffen ist einer. Gemeint sind wir alle« Saubere Energie und unsauberere Methoden beim Windenergieanlagenbauer Enercon, in: Zeitschrift Sozialismus 12 (2014). (online, PDF)
- Die Stahlstädte müssen leben, in: Elke Hannack, Bernhard Jirku, Holger Menze (Hrsg.): Erwerbslose in Aktion. Aktionsformen, Rahmenbedingungen, kulturelle Vielfalt in Geschichte und Gegenwart, VSA-Verlag, 2009, S. 79–89.
- Mit Sybille Stamm, Michael Wendl (Hrsg.): Erosion oder Erneuerung? Krise und Reform des Flächentarifvertrags, VSA Verlag, 1998, ISBN 3-87975-705-4
- Mit Robert Laube, Egon Stratmann: Das Ende der Stahlzeit. Die Stilllegung der Henrichshütte Hattingen, Klartext, 1997.
- Mit Waltraud Bierwirth: Schmelzpunkte. Stahl, Krise und Widerstand im Revier, Klartext, 1988. ISBN 978-3-88474-331-7
- Mit Adi Ostertag, Hartmut Schulz: „Unser Beispiel könnte ja Schule machen!“. Das „Hattinger Modell“. Existenzkampf an der Ruhr, Bund-Verlag, 1985. ISBN 3-7663-0924-2
- „Dieser Betrieb ist besetzt“ – die Mönninghoff GmbH in Hattingen, in: 125 Jahre IG Metall, Teil 12, 23. August 2016.
- Mönninghoff in Hattingen: Warum und wie wir diesen Arbeitskampf geführt haben, in: Gerd Lobodda, Gerhard Richter (Hrsg.) Antworten auf den Späth-Kapitalismus, Ausgewählte Konzepte, Aktionen, Modelle in Betrieb, Branche und Region, IMU Institut, München 1985. ISBN 3-924003-09-2